# Temptation Chiwunga
Temptation Chiwunga (ur. 10 marca 1992) – zimbabwejski piłkarz grający na pozycji napastnika. Od 2020 jest zawodnikiem klubu JDR Stars FC.

## Kariera klubowa
Chiwunga w swojej karierze grał w takich połuniowoafrykańskich klubach jak: JDR Stars FC (do 2016), Magesi FC (2016), Ubuntu Cape Town FC (2017-2018) i Cape Umoya United FC (2018-2020). Od 2020 ponownie grał w JDR Stars FC.

## Kariera reprezentacyjna
W 2022 roku Chiwunga został powołany do reprezentacji Zimbabwe na Puchar Narodów Afryki 2021. Na tym turnieju nie rozegrał żadnego meczu.